# شركة أنظمة بي إي أيه
بي ي أ (بالإنجليزية: BEA Systems, Inc)‏ هي مؤسسة تأسست في سنة 1995 وهي متخصصة في المعلوميات. ألفريد شوانغ هو كبير الإداريين التنفيذيين في المؤسسة.